# Miguel Ángel Baldellou Santolaria
Miguel Ángel Baldellou Santolaria (Madrid, 1941) es un arquitecto y escritor español especializado en historia, teoría, crítica y comunicación de la arquitectura moderna.

## Trayectoria
Miguel Ángel Baldellou nació en Madrid el 14 de octubre de 1941. Estudió en la Escuela Técnica Superior de Arquitectura de Madrid, en la que se tituló en 1978, año que comenzó como docente en la Escuela Técnica Superior de Arquitectura de Madrid (ETSAM), impartiendo la asignatura de Estética y Composición arquitectónica. Se doctoró en 1985, obteniendo el Premio Extraordinario con su tesis Arquitecturas marginales en la España contemporánea, por la Universidad Politécnica de Madrid (UPM). Catedrático de universidad desde 1986 en la Escuela Técnica Superior de Arquitectura de Madrid (ETSAM), en el departamento de Composición arquitectónica. Ha impartido cursos de grado, máster y doctorado, y desde 2011 es profesor emérito. Investigó sobre la arquitectura contemporánea española, siendo un especialista en arquitectos españoles del siglo XX, destacar sus trabajos de investigación sobre los arquitectos Ricardo Velázquez Bosco, Manuel Medrano Huetos, y de arquitectos a los que conoció personalmente y el trabajo que realizaban en los estudios de arquitectura como Luis Gutiérrez Soto, Alejandro de la Sota, Antonio Bonet, los Ferrero, García de Paredes, Manuel Gallego y Sáenz de Oíza.
Casado con Carmen Plaza Bayón (con quien fue padre de David y Ángela Baldellou), inició su trabajo profesional en el estudio de Alejandro de la Sota Martínez, con el que colaboró y profundizó en el conocimiento de su obra. Ha escrito muchas publicaciones en torno a este arquitecto, destacar el libro titulado Alejandro de la Sota en el que analiza toda la trayectoria profesional del arquitecto español representante del siglo XX, y el libro dedicado a una de sus obras más famosas y que lleva por título, Gimnasio Maravillas, Madrid, 1960-1962. Alejandro de la Sota. Con motivo del acto de homenaje realizado en 1996 en el salón de actos de la Escuela Técnica Superior de Arquitectura de Madrid, Baldellou dio una conferencia con título Reivindicación de una actitud, en la que reivindica las formas de trabajar el proyecto de arquitectura de De la Sota, así como su actitud como ejemplo para los estudiantes de arquitectura.
También es un reconocido experto en la obra de Luis Gutiérrez Soto, y sus publicaciones sobre este prolífico arquitecto son una referencia, por ejemplo en los artículos publicados en El País sobre este arquitecto. También destacar que el análisis crítico realizado por Baldellou sobre Gutiérrez Soto fue pionero al valorar a un arquitecto que estuvo poco considerado en los ambientes académicos, durante las décadas finales del siglo XX.
Baldellou continúa su trabajo como profesional independiente arquitecto, publicando artículos y colaboraciones con diferentes medios e instituciones. Destacar sus artículos de comunicación sobre problemas actuales de arquitectura y urbanismo, sobre el equilibrio territorial y la España despoblada. Entre los cargos y responsabilidades, destacar el trabajo que realizó como director de la Revista Arquitectura del COAM desde 1993 al 2000.

### Reconocimientos seleccionados
- 1993 a 2000 Director de la Revista, Arquitectura, del Colegio Oficial de Arquitectos de Madrid (COAM).[9]
- 1990, 1995, 1997, Premio COAM de Investigación.[10]
- 1997 Premio Ayuntamiento de Madrid de Historia urbana por el libro Luis Gutiérrez Soto.
- 1997 Premio Lafuente Ferrari de Investigación.[11]

## Obras seleccionadas

### Tesis doctoral
- 1985 Arquitecturas marginales en la España contemporánea.[12]

### Libros
- 1973 Gutiérrez Soto. Ministerio de Educación y Ciencia. Madrid. ISBN 84-500-5608.[13]
- 1975 Alejandro de la Sota. Ministerio de Educación y Ciencia. Madrid. ISBN 84-369-0463-X
- 1977 Arquitectura popular. Alpujarra y Sierra de Francia (catálogo de la exposición homónima). Dirección General de Arquitectura, Ministerio de la Vivienda. Madrid.

- 1989 Tradición y cambio en la Arquitectura de Guadalajara. Colegio Oficial de Arquitectos de Castilla-La Mancha. Guadalajara. ISBN 84-600-7195-2.[14][15]

- 1990 Ricardo Velázquez Bosco. Ministerio de Cultura, Madrid. ISBN 84-7483-650-6

- 1992 José María García de Paredes. Documentos de Arquitectura. Colegio Oficial de Arquitectos de Almería. ISSN 0214-9249.

- 1995 Arquitectura moderna en Galicia. Madrid: Electa España. ISBN: 84-8156-084-7.[16]

- 1995 Lugar, Memoria y Proyecto. Electa. Madrid. ISBN 84-8156-085-5

- 1995 Catedrales de Europa. Espasa Calpe. ISBN: 84-239-9302-7.[17]
- 1996 Manuel Medrano Huetos. Arquitecto, 1861-1906. COACLM. Diputación Provincial de Guadalajara. Guadalajara. ISBN 84-9209551-1-2.
- 1997 Gimnasio Maravillas, Madrid, 1960-1962. Alejandro de la Sota. Almería: Colegio Oficial de Arquitectos de Almería. ISBN: 84-921038-3-3.[4]

- 1997 Gutiérrez Soto Electa. Madrid. ISBN 84-8156-173-8.[13]
- 1999 Erich Mendelsohn (catálogo de la exposición homónima). Ministerio de Fomento. Madrid. ISBN: 84-498-0413.
- 2005 Arquitectos en Madrid. Ayuntamiento de Madrid. Fundación Camuñas. Fundación Madrid Nuevo Siglo. Madrid. ISBN: 84-7812-603-1.
- 2006 Los Ferrero. Arquitectos en Madrid. Ayuntamiento de Madrid. Fundación Camuñas. Fundación Madrid Nuevo Siglo. Madrid. ISBN: 84-7812-608-2.

- 2006 Alejandro de la Sota. Madrid: Área de Gobierno de Urbanismo, Vivienda e Infraestructuras. ISBN: 84-7812-635-X.[3]

- 2019 Sáenz de Oíza, Arquitecto. 1918-2000. Diseño. Ciudad Autónoma De Buenos Aires. ISBN: 978-1-64360-065-9.

### Monografías en revistas científicas/especializadas
- 1971 Gutiérrez Soto y la arquitectura española. Hogar y Arquitectura, nº 92, enero-febrero 1971, pp. 14-159.
- 1971 Panorama de la arquitectura actual en Galicia. Hogar y Arquitectura, nº 96, septiembre-octubre 1971, pp. 16-55.
- 1974 La tradición viva en la obra de Luis Peña Ganchegui. Hogar y Arquitectura, nº 113-114, julio-agosto 1974, pp. 148-206.
- 1974 La arquitectura de Alejandro de la Sota. Hogar y Arquitectura, nº 115, noviembre-diciembre 1974, pp. 24-105.
- 1975 Los congresos en la arquitectura moderna. Cercha, nº 17, diciembre 1975, pp. 12-133.
- 1978 La inexistente "Escuela de Madrid". Boden, nº 18, pp. 25-44.
- 1995 Neorrealismo y Arquitectura. El problema de la vivienda en Madrid 1954-1966. Arquitectura nº 301, mayo 1995, pp. 20-59.
- 1995 Desarraigo y Encuentro: Arquitectura española en el exilio. La experiencia de Bonet, Sert y Candela. Arquitectura nº 303, noviembre 1995, pp. 21-75.
- 1996 La historia interminable. Congresos y Arquitectura: una relación conflictiva. Arquitectura nº 306, pp. 8-81.

### Capítulos de Libros
- 1978 La obra de Bonet en la arquitectura española. En Ortiz, Federico y Miguel Ángel Baldellou: "La obra de Antonio Bonet". Buenos Aires: Ed. Summa Nueva Visión SACIFI, 1978, pp. 77-137.
- 1986 La imagen de poder / el poder de la imagen. En Humanes, Alberto (ed.): "Madrid no construido". Madrid: COAM, 1986, pp. 266-272. ISBN: 84-85572-90-4.
- 1992 José Manuel Gallego. En Baldellou, Miguel Ángel y Manuel Mendes: “J. Manuel Gallego”. Barcelona: Gustavo Gili, 1992. ISBN 84-252-1536-6.
- 1993 Il Ticino è vicino. En "Ticino hoy: la esencia de habitar". Madrid: Electa, 1993, pp. 38-40. ISBN 84-88045-86-7.
- 1995 Hacia una arquitectura racional española. En Baldellou, Miguel Ángel y Antón Capitel: "Arquitectura española del siglo XX". Summa Artis vol. XL. Madrid: Espasa Calpe, 1995, pp. 4-357. ISBN 84-239-5482-X.[18]
- 1996 Escuela y ciudad. Madrid 1898-1936. En AA.VV.: "Madrid y sus arquitectos. 150 años de la Escuela de Arquitectura". Madrid: Comunidad de Madrid, 1996, pp. 35-47. ISBN 84-89162-73-5.
- 1996 ¿Melnikov en Palencia? ¿Constructivismo en España? En "Vanguardias soviéticas. Arquitecturas construidas" (catálogo de la exposición homónima). Madrid: Lunwerg, Ministerio de Fomento, 1996, pp. 67-69. ISBN 84-498-0281-4.
- 1997 Reivindicación de una actitud. En AA.VV.: "Conversaciones en torno a Alejandro de la Sota". Madrid: ETSAM, 1997, pp. 85-88.
- 1998 Madrid moderno.1950/1965. La furiosa investigación. En AA.VV. "De Roma a Nueva York: Itinerarios de la nueva arquitectura española 1950/1965" (homenaje académico de la universidad de Navarra a Javier Carvajal Ferrer). Pamplona: Escuela Técnica Superior de Arquitectura Universidad de Navarra, 1998, pp. 59-67. ISBN 84-89713-23-5.
- 1998 Los arquitectos del 56. En "La vivienda experimental. Concurso de viviendas experimentales de 1956". Madrid: COAM, 1998, pp. 111-116. ISBN 84-8849-21-4.
- 2001 Antonio Palacios. Antes y después. En AA.VV.: "Antonio Palacios. Constructor de Madrid". Madrid: Círculo de Bellas Artes, 2001, pp. 283-289. ISBN 84-95889-04-8.
- 2001 García de Paredes. La discreción como estilo. En AA.VV.: "José María García de Paredes en Granada (1962-1990). Granada, Colegio Oficial de Arquitectos de Granada, 2001, pp. 13-14. ISBN 84-607-2879-X.
- 2002 Viajar los viajes (prólogo). En Campos Calvo-Sotelo, Pablo: "El viaje de la utopía". Madrid: Ed. Complutense, 2002, pp. 13-19. ISBN 84-7491-572-0
- 2003 El Alcalá-Palace recuperado. El discreto esplendor de un viejo teatro. En "Nuevo Teatro Alcalá. Una rehabilitación singular". Madrid: Ed. Munilla-Lería, 2003. ISBN 84-89150-63-X.
- 2003 La precisión precisa. En "Manuel Gallego: obras en Santiago de Compostela". Madrid: Ed. Grupo San José, 2003, págs. 15-17.
- 2003 Manuel Gallego Jorreto. En "Artistas gallegos. Arquitectos". Vigo: Nova Galicia Edicións, pp. 80-114. ISBN 84-96070-93-X.
- 2006 La plaza monumental de las ventas, en Madrid. En AA.VV.: "Las Ventas. 75 años de historia". Madrid: Centro de Asuntos Taurinos de la Comunidad de Madrid, 2006, pp. 13-35. ISBN: 84-451-2865-5.
- 2006 Guillermo Langle, la arquitectura posible. En AA.VV.: "Guillermo Langle Rubio, arquitecto de Almería (1895-1981)". Almería-Sevilla: Junta de Andalucía, 2006, pp. 16-24. ISBN  84-8095-479-5.
- 2007 El Llanes de Llavona. En Llavona, Marta: "Una arquitectura de distinción: análisis y evolución de la casa de indianos en el concejo de llanes entre 1870 y 1936". Oviedo: Ed. Real Instituto de Estudios Asturianos, 2007. ISBN 978-84-89645-02-8.
- 2008 Contra la "inercia cultural" y el revisionismo acrítico. En Rodríguez Méndez, Francisco Javier: "Aquellos colegios de ladrillo. La arquitectura escolar de la “oficina técnica” en Valladolid (1928-1936)". Valladolid: Ayuntamiento de Valladolid, 2008, pp. 11-13. ISBN 978-84-96864-18-4.
- 2011 Del eclecticismo…memoria personal. En AA.VV.: "Fabular edificando. La obra de Cortina". Valencia: Generalitat Valenciana, 2011, pp. 43-50. ISBN: 978-84-482-5469-8.
- 2012 Narración imposible de una experiencia arquitectónica. En AA.VV.: "Museo Nacional de las peregrinaciones y de Santiago". Fundación ACS, 2012, pp. 72-75.
- 2012 Prólogo. En Aguirre, Max: "La arquitectura moderna en Chile (1907-1942). Revistas de arquitectura y estrategia gremial". Santiago de Chile: Editorial universitaria Imagen de Chile, 2012. ISBN 978-956-11-2369-4.
- 2013 Colonos... En Eduardo Delgado Orusco: "Imagen y memoria. Fondos del archivo fotográfico del Instituto Nacional de Colonización 1939-1973". Madrid: Ministerio de Agricultura, Alimentación y Medio Ambiente, 2013, pp. 13-24. ISBN 978-84-491-1261-4.
- 2019 Pro-logo. En Ángel Cordero Ampuero: "Fernández del Amo. Aportaciones al arte y la arquitectura española". Madrid: Ministerio de Agricultura, Alimentación y Medio Ambiente, 2019, pp. 9-12. ISBN 978-84-491-1564-6.
- 2020 Manuel de las Casas, en el recuerdo, en la distancia. En de las Casas, Icíar: "Manuel de las Casas. 1964-2014". Toledo: COACLM, 2020, p. 292. ISBN 978-84-09-25840-6.
- 2021 La arquitectura de Garrigues o el dulce encanto de la burguesía. En Delgado Orusco, Eduardo: "Mariano Garrigues y Díaz Cañabate. La efímera elegancia de una modernidad alternativa". Madrid: Recolectores Urbanos, 2021, pp. 17-19.
- 2022 Prólogo. En García Lozano, Fernando: "Antonio Vallejo Álvarez. Arquitectura de la sensatez". Guadalajara: COACLM, 2022, pp. 15-17. ISBN 978-84-09-43658-3.
- 2023 Prólogo. En Víctor Olmos: "M-A-R-A-V-L-L-A-S". Madrid: Ediciones asimétricas, 2023, pp. 13-15. ISBN 978-84-10065-00-0.
- 2025 Formación, Transformación-Sublimación e Interpretación. En "Madrid Metrópoli. El sueño de Antonio Palacios" (catálogo de la exposición homónima). Madrid: Ed. CentroCentro, Ayuntamiento de Madrid, 2025, pp. 60-74. ISBN 978-84-7812-864-8.

### Artículos
- 1978 El Centro Manuel de Falla, condiciones y desarrollo de una idea. Bellas Artes, nº 61, Tercer Trimestre 1978, pp. 3-9.
- 1983 El espejismo de los ritos: arte y compromiso histórico. El Croquis, nº 5/6, pp. 63-64.
- 1984 La vivienda unifamiliar y la exploración de los márgenes. La Escuela de Madrid, nº 4/5, pp. 95-96.
- 1985 Acerca del uso político del espacio público. La Escuela de Madrid, nº 8, pp. 9-10.
- 1992 Treppen-häuser zwei musseen in La Coruña. Deutsche Bauzeitung, nº 6, pp. 66-69.
- 1992 Del cabaret a la sala de fiestas. Racionalismo en España. D'A", nº 10, pp. 19-28.
- 1993 Algo se mueve en Galicia. Modas y modos de una cultura viva. AV, nº 41, pp. 6-9.
- 1993 Gestalt und Erinnerung. Bauwelt, nº 31, agosto, 1993, pp. 1624-1629.
- 1993 Por una arquitectura razonable. Arquitectura, nº 296, diciembre 1993, p.6, ISSN 0004-2706.
- 1993 La gran vía, nuestra última calle. Arquitectura, nº 296, diciembre 1993, pp. 44-47, ISSN 0004-2706.
- 1994 Santiago: la forma y la memoria. Arquitectura, nº 299, diciembre 1994, p. 62-66, ISSN 0004-2706.
- 1995 Mies es más. Arquitectura, nº 300, febrero 1995, pp. 10-14, ISSN 0004-2706.
- 1995 Siza. Incertidumbre y certeza. Arquitectura, nº 302, julio 1995, pp. 8-10, ISSN 0004-2706.
- 1995 Desarraigo y encuentro. Las arquitecturas del exilio. Arquitectura, nº 303, noviembre 1995, pp. 16-20, ISSN 0004-2706.
- 1996 Alejandro de la Sota 1913-1996 (tríptico en su recuerdo). Arquitectura, nº 304, p. 100, ISSN 0004-2706.
- 1996 Las mejores intenciones. Intervenciones y paradigmas. Arquitectura, nº 307, pp. 8-12, ISSN 0004-2706.
- 1997 Construir el paraíso. Arquitectura, nº 309, pp. 8-110, ISSN 0004-2706.
- 1997 Alejandro de la Sota dans l´architecture espagnole. WERK, BAUEN+WOHNEN, nº 5, mayo 1997, pp. 4-17.
- 1997 Turnhalle für das Colegio Maravillas, Madrid, 1960-1962. WERK, BAUEN+WOHNEN, nº 5, mayo 1997, pp. 24-29.
- 1997 El fin de la forma. Arquitectura, nº 310, pp. 8-9, ISSN 0004-2706.
- 1997 La propia imagen. El vientre o la dignidad del arquitecto. Arquitectura, nº 310, pp. 8-9, ISSN 0004-2706.
- 1997 El Madrid de Gutiérrez Soto. Arquitectura, nº 312, pp. 84-9, ISSN 0004-2706.
- 1998 Le Corbusier íntimo - El dibujo interior. Arquitectura, nº. 313, pp. 12-13, ISSN 0004-2706.[19]
- 1998 Sobre los dibujos de los arquitectos y su valoración. Arquitectura, nº 313, pp.10-11, ISSN 0004-2706.
- 1998 Pedro Muguruza, ilustrador. Arquitectura, nº 313, pp. 68-74, ISSN 0004-2706.
- 1998 Territorios limítrofes. Noruegos y leprosos. Arquitectura", nº 314, pp. 8-12, ISSN 0004-2706.
- 1998 El edificio “Profidén” en peligro. Arquitectura, nº 314, pp 68 -74, ISSN 0004-2706.
- 1999 Una visión de Mendelsohn. Arquitectura, nº 317, pp. 8-20, ISSN 0004-2706.
- 1999 E. T. La forma del origen. Arquitectura, nº 317, pp. 68-82, ISSN 0004-2706.
- 1999 Mies / Mendelsohn. La razón pura / la razón práctica. Arquitectura, nº 317, pp. 92-94, ISSN 0004-2706.
- 1999 Recuerdo de Luis Lacasa. Arquitectura, nº 320, pp.132, ISSN 0004-2706.
- 2000 Tiempos difíciles. Arquitectura, nº 321, pp. 8-12, ISSN 0004-2706.
- 2000 Sobre las editoriales de arquitectura. Entre la oportunidad y el oportunismo. Arquitectura, nº 321, pp. 130-133, ISSN 0004-2706.
- 2000 Labor de encaje. Piscina en Laracha, A Coruña. Carlos Quintáns, Antonio Raya y Cristóbal Crespo. Tectónica, nº 11, pp. 84- 89.
- 2009 Los primeros gimnasios de Madrid, impulso de ilustrados. El gimnasio, expresión de la enseñanza avanzada. Ilustración de Madrid, año IV, nº 12, verano 2009, pp. 21-28.
- 2010 Tres hitos en la senda. Historias y reflexiones sobre Alcalá como camino y lugar. Paso y lugar, vocación y memoria. Ilustración de Madrid”, nº 16, verano 2010, pp. 69-80.
- 2010 Elocuente silencio. Arquitectura nº 361, pp. 104-105.
- 2010 El taller y estudio de Laurent. Un proyecto desconocido de Velázquez Bosco. Cuaderno de Notas, nº 13, diciembre 2010, pp. 41-47.
- 2012 Realidades grandilocuentes, proyectos visionarios. Memorable arquitectura de Antonio Palacios. Ilustración de Madrid, nº 22, invierno 2011-2012, pp. 27-32.
- 2018 Manuel Gallego, on my journey. Archives, Journal of Architecture, nº 5, pp. 254-275; 322-331, ISSN 2530-7274.
- 2019 Del exilio y otras soledades. P+C Proyecto y Ciudad, nº 9, pp. 67-78, ISSN 2172-9220.[20]